# 高松岳
高松岳（たかまつだけ）は、秋田県湯沢市にある山である。栗駒山の西方16kmに位置する第4紀に噴出した比較的新しい火山である。隣接する小安岳と、山伏岳を合わせて「泥湯三山」とよばれている。

## 概要
稜線はなだらかになっているが、地質が凝灰岩のために浸食が著しく渓谷は急峻になっている。山名はふもとの高松郷に由来する。かつては「焼山」ともよばれていた。
右の写真では、右の避難小屋があるピークが高松岳である。高松岳の左の奥に薄く見える山が栗駒山で、その手前の左にあるピークが小安岳である。
山麓には小安温泉郷や秋ノ宮温泉郷、泥湯温泉や湯ノ又温泉があり、木地山こけしの里で知られる秋田いこいの村があった木地山高原には、桁倉沼やコケ沼などの景勝地も多い。付近にはキャンプ場や釣り場がありリクレーションの場としての利用者も多い。
登山口は複数あり、泥湯温泉や、川原毛地獄の駐車場、湯ノ又温泉などがある。また、高倉沢コースから山伏岳を通って高松岳に至るコースもある。泥湯温泉方面からのコースは、環状になっており、小安岳と山伏岳をあわせて縦走できる。
山頂からは、南方に虎毛山までの縦走路があるが、コースが13kmと長く水場も無いので健脚向けとなっている。
山頂には避難小屋がある。ただ、周辺に水場はないので注意が必要である。避難小屋の地点が最高地点であるが、南に5分程度移動すると祠がある山頂に至る。ここからは、鳥海山や月山、虎毛山などを望見できる。

## 石神山
高松岳の東約2.5kmに石神山(1141m)がある。菅江真澄の『ふでのまにまに』には、この石神山についての記述がある。
石神山はとても標高が高く、山には石像があるという。この石神山の麓には橡温泉（栩湯）がある。石神山は古い地名で『続日本紀』の卅巻に、「789年（延暦8年）9月、陸奥国黒川郡石神山の社を官社と為す」とある。そのころは官軍が盛んに通行している場所で、満願の祭りをこの社を官社に行った。このことは『駒形日記』の秋山鳥にも書いた。また『はしわの若葉』の水無月にも書いている。石ノ神として大原（岩手県一関市大東町大原長泉寺）で祀られている。古くは阿倍比羅夫や虫麿などがここに至ったという。黒麻呂朝臣は「よきことを万代にかけてつづけ石神の恵は大原の里」と人毎に詠ったという。本当だろうか。この神社は貞観（859-877）の頃、山城国大原野の祭神を遷して続名山大原寺を円珍が開いた。本地仏は薬師仏である。藤原秀衡が豊田館から平泉に移り住んで鬼門にあたる方向を祈った所、円仁が作った仏があった。仁寿2年（852年）7月陸奥国にある石神に従五位下が授けられ、それはこの神のことだと大原寺の神録にある。